# Etersheim
Etersheim est un hameau de la commune néerlandaise d'Edam-Volendam, situé dans la province de Hollande-Septentrionale.

## Géographie
Le hameau est situé dans le nord-ouest de la commune, au bord du Markermeer, à 2 km du village d'Oosthuizen dont il dépend.

## Histoire
Etersheim fait partie de la commune d'Oosthuizen avant 1970, date à laquelle celle-ci est intégrée dans la commune de Zeevang, qui fusionne le 1er janvier 2016 avec Edam-Volendam.

## Démographie
En 2004, la population d'Etersheim était d'environ 55 habitants.